# Paralaeospira
Paralaeospira är ett släkte av ringmaskar som beskrevs av Maurice Caullery och Mesnil 1897. Paralaeospira ingår i familjen Serpulidae.
Kladogram enligt Catalogue of Life och Dyntaxa:
| Paralaeospira | \| \| Paralaeospira adeonella \| \| \| \| \| \| Paralaeospira aggregata \| \| \| \| \| \| Paralaeospira antarctica \| \| \| \| \| \| Paralaeospira capensis \| \| \| \| \| \| Paralaeospira clavaeformis \| \| \| \| \| \| Paralaeospira malardi \| \| \| \| \| \| Paralaeospira parallela \| \| \| \| \| \| Paralaeospira pseudotenuis \| \| \| \| \| \| Paralaeospira racemosa \| \| \| \| \| \| Paralaeospira striata \| \| \| \| \| \| Paralaeospira vitrea \| \| \| \| |
|               | \| \| Paralaeospira adeonella \| \| \| \| \| \| Paralaeospira aggregata \| \| \| \| \| \| Paralaeospira antarctica \| \| \| \| \| \| Paralaeospira capensis \| \| \| \| \| \| Paralaeospira clavaeformis \| \| \| \| \| \| Paralaeospira malardi \| \| \| \| \| \| Paralaeospira parallela \| \| \| \| \| \| Paralaeospira pseudotenuis \| \| \| \| \| \| Paralaeospira racemosa \| \| \| \| \| \| Paralaeospira striata \| \| \| \| \| \| Paralaeospira vitrea \| \| \| \| |
|               | Paralaeospira adeonella |
|               | |
|               | Paralaeospira aggregata |
|               | |
|               | Paralaeospira antarctica |
|               | |
|               | Paralaeospira capensis |
|               | |
|               | Paralaeospira clavaeformis |
|               | |
|               | Paralaeospira malardi |
|               | |
|               | Paralaeospira parallela |
|               | |
|               | Paralaeospira pseudotenuis |
|               | |
|               | Paralaeospira racemosa |
|               | |
|               | Paralaeospira striata |
|               | |
|               | Paralaeospira vitrea |
|               | |